# Valerij Brjusov
Valerij Jakovlevitj Brjusov (ryska: Валерий Яковлевич Брюсов) född 13 december 1873 i Moskva, död 9 oktober 1924 i Moskva, var en rysk författare.
Brjusov framträdde kring sekelskiftet 1900 med en rad diktsamlingar i "dekadenternas" stil och blev snart genom teoretiserande litteraturutläggningar den nya "symbolistiska" skolans främsta talesman. Brjusovs lyrik publicerades under pompösa, oftast utländska titlar såsom Chefs d'oeuvre och Urbi et orbi med flera. Bland hans främst verk märks romanen Eldängeln (1907), som skildrar häxprocessernas Tyskland med sin ockultism och soldateskråhet. Romanen ligger till grund för Sergei Prokofjevs opera ”Brinande ängeln”. I samband med revolutionen 1917 valde Brjusov att stödja bolsjevikerna.
Han visade ett stort intresse för västeuropeisk litteratur, särskilt modern fransk och belgisk, men var även intresserad av Skandinavien. Bland annat skrev han naturpoemet Till Sverige.
Brjusov ligger begravd på Novodevitjekyrkogården
Han hade en egen tidskrift - "Vesy" (Весы́) Vågen, (upphörde 1909)